# Hipódromo Miguel Salem Dibo
El Hipódromo Miguel Salem Dibo es el nombre que recibe una infraestructura deportiva localizada en la ciudad de Guayaquil en el país suramericano de Ecuador. Se trata de un recinto donde se realizan carreras de caballos (es el único hipódromo del Ecuador) y otras actividades ecuestres, que fue inaugurado en 1980.
Tiene una capacidad para recibir hasta 29 mil personas, en dos tribunas una general y una principal, con secciones dispuestas con asientos y secciones para estar de pie. El espacio surge como una iniciativa para reemplazar al antiguo Hipódromo de Santa Cecilia. A veces también es llamado «Hipódromo del Buijo» por el sector donde se localiza.
En el Hipódromo Nacional Miguel Salem Dibo se disputan las competencias casi todos los domingos y algunos sábados.